# Моно, Жак
Жак Люсье́н Моно́ (фр. Jacques Lucien Monod; 9 февраля 1910 года, Париж, Франция — 31 мая 1976 года, Канны, Франция) — французский биохимик и микробиолог, лауреат Нобелевской премии по физиологии и медицине в 1965 году (совместно с Франсуа Жакобом и Андре Львовым) «за открытия, касающиеся генетического контроля синтеза ферментов и вирусов».
Иностранный член Национальной академии наук США (1968), Лондонского королевского общества (1968).

## Биография
Родился 9 февраля 1910 года в Париже в семье французского художника и американки из Милуоки, США. В 1917 году вместе с семьей переехал на юг Франции, где провел бо́льшую часть своего детства. Своим интересом к биологии Жак был во многом обязан своему отцу, который был весьма эрудированным человеком и много читал Дарвина. Учился в Каннском лицее, в 1928 году поступил на факультет естественных наук в Париже, тогда еще не осознавая, что знания, даваемые там, отставали по крайней мере на двадцать лет от современной биологической науки. Теми, кто помог ему в этот период времени в выборе правильного направления и привили интерес к микробиологии и физиологической генетике, были Жорж Тесье, Андре Львов, Борис Эфрусси, Луи Рапкин. 
В 1941 году получил докторскую степень в естественных науках. После периода преподавания на факультете наук в 1934 году и в Калифорнийском технологическом институте в 1936 году, Моно переходит в Институт Пастера, где в то время освободилась должность директора лаборатории на факультете Андре Львова. В 1954 году Моно становится деканом факультета клеточной биохимии, а в 1959 году профессором химии метаболизма в Сорбонне. В 1967 году получает должность профессора в Коллеж де Франс. В 1971 году Моно становится директором Пастеровского института.
В 1938 году Моно женился на Одетт Бруль (фр. Odette Bruhl). У них родилось двое сыновей-близнецов, Оливье и Филипп.
Жак Моно умер в 1976 году и был похоронен на кладбище Гран-Жас (фр. Grand Jas) в Каннах (на Лазурном Берегу).

## Семья
- Жена — Одетта Моно-Брюль (1906—1972), археолог и востоковед, внучка главного раввина Франции Цадока Кана (1839—1905), племянница Люсьена Леви-Брюля.

## Книги
- В 1971 г. была опубликована его книга «Случайность и необходимость» («Le hasard et la nécessité»), освещающая природу клеточных биохимических процессов и выражающая ту точку зрения, что происхождение жизни и процесс эволюции есть результат случайности.

## Другие публикации
- Jacob F; Monod J (June 1961). «Genetic regulatory mechanisms in the synthesis of proteins». J Mol Biol. 3: 318–56. PMID 13718526.